# Ada Benjamin
Ada Benjamin (* 18. Mai 1994) ist eine nigerianische Sprinterin, die sich auf den 400-Meter-Lauf spezialisiert hat.
2014 gewann sie bei den Commonwealth Games in Glasgow Silber in der 4-mal-400-Meter-Staffel. Bei den Leichtathletik-Afrikameisterschaften in Marrakesch wurde sie Vierte über 400 m, wobei sie im Vorlauf mit 51,68 s ihre persönliche Bestzeit aufstellte, und siegte mit der nigerianischen 4-mal-400-Meter-Stafette. Beim Leichtathletik-Continental-Cup in Marrakesch kam sie mit der afrikanischen 4-mal-400-Meter-Stafette auf den dritten Platz.